# Psoricoptera
Psoricoptera is een geslacht van vlinders van de familie tastermotten (Gelechiidae).

## Soorten
- P. gibbosella

Eikenborsteltje (Zeller, 1839)
- P. speciosella Teich, 1893
- P. triorthias (Meyrick, 1935)